# Albert al II-lea de Meissen
Albert al II-lea, supranumit cel Degenerat (în germană Albrecht; n. 1240 – d. 20 noiembrie 1314, Erfurt), membru al Casei de Wettin a fost margraf de Meissen, landgraf de Turingia și conte palatin de Saxonia.

## Viața
Albert a fost fiul cel mare al margrafului Henric al III-lea cel Ilustru de Meissen și al primei sale soții, Constanța de Babenberg.
În 1265 tatăl său a dat landgrafiatul Turingia și palatinatul lui Albert, iar Marca de Landsberg din Osterland fratelui său mai mic, Dietrich. Henric al III-lea a păstrat pentru sine Marca de Meissen și pe cea de Luzacia, ca o putere formală asupra fiilor săi.
În iunie 1255 Albert s-a căsătorit cu Margareta de Sicilia, fiică a împăratului Frederic al II-lea de Hohenstaufen, care era și rege al Siciliei, cu Isabela de Anglia. Margareta, cunoscută și ca Margareta de Schwaben era totodată și soră a lui Henric Otto, cunoscut sub numele de Carlotto. Ca zestre, Pleissnerland a fost garantat casei de Wettin. Albert și Margareta au avut cinci copii:
- Henric (n. 21 martie 1256 – d. 25 ianuarie/23 iulie 1282), moștenitor al Pleissnerland din 1274;

- Frederic (n. 1257 – d. 16 noiembrie 1323), margraf de Meissen;
- Dietrich, numit Diezmann (n. 1260 – d. 10 decembrie 1307), margraf de Luzacia;
- Margareta (n. 1262 – d. după 17 aprilie 1273);
- Agnes (n. 1264 – d. septembrie 1332), căsătorită înainte de 21 iulie 1282 cu ducele Henric I de Braunschweig-Grubenhagen.

Deși se anunța o căsătorie fericită, Albert s-a îndepărtat de Margareta și a fost implicat într-o legătură amoroasă cu Cunigunda de Eisenberg cu care a avut doi copii: Elisabeta în 1269, și Albert (numit Apitz) în 1270.
Când a descoperit adulterul și nașterile ilegitime, Margareta a părăsit Wartburg în 24 iunie 1270 și s-a retras la Frankfurt pe Main, unde a murit pe 8 august în același an. Cei doi fii mai mici, Frederic și Diezmann, au fost puși sub îngrijirea unchiului lor, Dietrich de Landsberg. Henric, cel mai mare dintre fii, a dispărut în Silezia în 1282.
Albert s-a căsătorit cu Cunigunda în 1274 și și-a legitimat copiii avuți cu aceasta. Atunci când Albert a intenționat să îi acorde landgrafiatul de Turingia lui Apitz și să îi compenseze pe fiii din prima căsătorie doar cu Osterland (care includea moștenirea din partea mamei lor) și cu comitatul palatin de Saxonia, aceștia din urmă au pornit războiul împotriva tatălui lor. Frederic a fost capturat de către Albert și închis în castelul din Wartburg; cu toate acestea, el a reușit să scape după un an și a continuat războiul alături de Diezmann. În 1284 unchiul lor Dietrich de Landsberg a murit, iar patru ani mai târziu, în 1288, a murit și Henric cel Ilustru, tatăl lui Albert. Aceste decese au amplificat disputele din interiorul familiei.
Ca urmare a morții tatălui său, Albert a devenit și margraf de Meissen, în vreme ce nepotul său de frate Frederic Tuta - fiul lui Dietrich de Landsberg - a moștenit Marca de Luzacia, pe care a vândut-o fiului lui Albert, Diezmann în 1303. Puțin după aceea, Frederic a reușit să îl captureze pe tatăl lor în luptă. Prin tratatul de la Rochlitz din 1 ianuarie 1289, Albert a obținut eliberarea, dar după ce renunța la o mare parte din posesiunile sale. El a reținut pentru sine Meissen, însă ulterior a vândut și această stăpânire nepotului său Frederic Tuta. Când, după moartea acestuia din 1291, verii săi Frederic și Diezmann au preluat arbitrar posesiunile sale, Albert, care avea mari probleme financiare, a fost constrâns să vândă Turingia în 1293 regelui romano-german, Adolf de Nassau. Contractul de vânzare stipula că regele putea lua în stăpânire teritoriile după moartea lui Albert. De asemenea, contractul include Meissen și Osterland ca fiefuri ale lui Albert, în ciuda faptului că acestea se aflau sub controlul fiilor săi. Ca urmare succesorul lui Adolf ca rege romano-german, Albert I de Habsburg a putut prelua aceste teritorii, în baza contractului de vânzare încheiat de Albert al II-lea.
Cunigunda de Eisenberg a murit în 31 octombrie 1286. Patru ani mai târziu, la 1 octombrie 1290, Albert s-a căsătorit pentru a treia oară, cu Elisabeta de Orlamünde, moștenitoare a Nordhalben și văduvă a lui Hartman al XI-lea de Lobdeburg-Arnshaugk. În același an, Apitz, fiul lui Albert cu Cunigunda, a fost legitimizat în mod formal de către împărat, devenind Herr de Tenneberg.
În 11 aprilie 1291 sora lui Apitz, Elisabeta, s-a căsătorit cu Henric al III-lea de Frankenstein, căsătorie de scurtă durată și rămasă fără copii. Elisabeta a murit la 28 septembrie 1293. Trei ani mai târziu, în 9 octombrie 1296, Apitz a luat în căsătorie pe o soră a unui Henric al III-lea, numită se pare tot Elisabeta. Ca și căsătoria surorii sale, nici aceasta nu a avut ca rezultat copii.
Patru ani mai târziu, la 24 august 1300, singurul fiu al lui Albert din prima căsătorie aflat încă în viață, Frederic, s-a căsătorit cu Elisabeta de Lobdeburg-Arnshaugk, fiica mamei sale vitrege. Episodul marchează reconcilierea finală dintre tată și fiu. După cinci ani, la 27 iunie 1305, Apitz de Tenneberg a murit la vârsta de 35 de ani. Pentru Albert moartea fiului său favorit a fost o lovitură care l-a afectat puternic.
După doi ani, în 1307, Albert a renunțat în cele din urmă la landgrafiatul Turingia și la comitatul palatin Saxonia în favoarea fiului său Frederic, în schimbul unor subsidii anuale. El a murit după șapte ani în Erfurt, la vârsta de 74 de ani.